# Arboreto de la Universidad de Salisbury
El Arboreto de la Universidad de Salisbury (en inglés: Salisbury University Arboretum, conocido anteriormente como Salisbury State University Arboretum), es un arboreto y jardín botánico de 125 acres (50 hectáreas) de extensión, administrado por la Universidad de Salisbury, en Salisbury, Maryland, Estados Unidos. 
Su código de reconocimiento internacional como institución botánica (en el Botanical Gardens Conservation International BGCI), así como las siglas de su herbario es SSUM.

## Localización
Se ubica en la península Delmarva, en un área conocida como la «Costa Este de Maryland», a medio camino entre el océano Atlántico y la bahía de Chesapeake, a una latitud de unos 38 grados. El clima es apropiado para especies de zona templada media.
Salisbury University Arboretum 1101 Camden Avenue, Salisbury, Wicomico County, Maryland, 21801 United States of America-Estados Unidos de América.
Planos y vistas satelitales.38°12′0″N 75°21′35.9994″O / 38.20000, -75.359999833
La entrada es gratuita.

## Historia
La colección fue comenzada en 1985. En 1988, el campus universitario en su totalidad fue declarado un arboreto y ahora contiene más de 750 especies de plantas registradas en una base de datos. 
El arboreto actualmente aún está en un desarrollo activo con las plantas endémicas y las especies de plantas exóticas que se van agregando.

## Colecciones

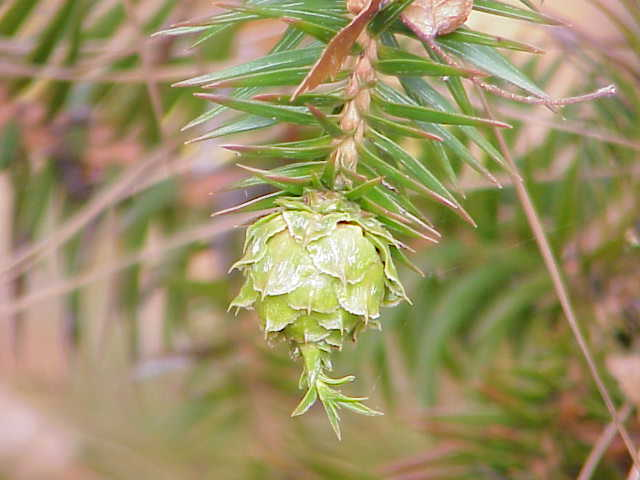
Cono femenino del árbol nativo de China, Cunninghamia lanceolata.

En sus colecciones se incluyen Acer griseum, Acer palmatum, Acer platanoides, Acer rubrum, Acer saccharinum, Acer saccharum, Acer triflorum, Aesculus × carnea, Aesculus pavia, Castanea dentata, Catalpa speciosa, Cedrus atlantica, Cedrus libani, Cercidiphyllum japonicum, Cercis canadensis, Chamaecyparis lawsoniana, Chionanthus retusus, Chionanthus virginicus, Cladrastis lutea, Clethra barbinervis, Cornus florida, Cornus kousa, Crataegus phaenopyrum, Cunninghamia lanceolata, Diospyros virginiana, Ginkgo biloba, Gymnocladus dioicus, Halesia carolina, Idesia polycarpa, Ilex opaca, Koelreuteria paniculata, Lagerstroemia indica, Liquidambar styraciflua, Liriodendron tulipifera, Magnolia grandiflora, Magnolia kobus, Magnolia denudata, Magnolia x loebneri, Magnolia macrophylla, Magnolia salicifolia, Magnolia × soulangeana, Magnolia stellata, Magnolia virginiana, Malus 'Red Jade', Malus x zumi var. calocarpa, Nyssa sylvatica, Paulownia tomentosa, Picea abies, Picea pungens, Pinus wallichiana, Poliothyrsis sinensis, Prunus mume, Prunus yedoensis, Ptelea trifoliata, Punica granatum, Pyrus calleryana, Quercus acutissima, Quercus phellos, Quercus rubra, Sassafras albidum, Sciadopitys verticillata, Sorbus rufoferoginnea, Stuartia pseudocamellia, Styrax japonicus, Styrax obassia, Syringa reticulata, Taxodium distichum, Taxodium ascendens, Tetradium daniellii, Tilia cordata, Tsuga canadensis, y Vitex agnus-castus.